# Barbadillo de Herreros
Barbadillo de Herreros település Spanyolországban, Burgos tartományban. Barbadillo de Herreros Barbadillo del Pez, Riocavado de la Sierra, Pineda de la Sierra, Santa Cruz del Valle Urbión, Fresneda de la Sierra Tirón, Ezcaray, Canales de la Sierra, Monterrubio de la Demanda és Valle de Valdelaguna községekkel határos. Lakosainak száma 104 fő (2024).

## Népesség
A település lakosságának változását az alábbi diagram mutatja:
| Lakosok száma | 151  | 148  | 137  | 117  | 124  | 108  | 112  | 107  | 112  | 104  |
|               | 2001 | 2004 | 2006 | 2009 | 2011 | 2014 | 2016 | 2019 | 2021 | 2024 |